# Храм Святого Владимира (Ташкент)
Храм Святого Владимира — православный храм Ташкентской и Узбекистанской епархии Среднеазиатского митрополичьего округа Русской православной церкви, расположенный в Ташкенте (Узбекистан).

## История
Здание построено в 1970 году как зал гражданских панихид на Домбрабадском кладбище № 2.
Решением Ташгорисполкома от 23 августа 1991 года было передано во владение Русской православной церкви.
С октября 1991 года здесь стали совершать богослужения, в частности отпевания усопших. 17 ноября 1991 года на деревянном помосте была отслужена первая литургия. В 1992 году местными мастерами были отлиты колокола; сентябре того же года был изготовлен каркас купола колокольни, а в октябре — каркас большой подкупольной части (восьмигранник, полусфера).
После соответствующей перестройки 18 ноября 1999 года здание было освящено как храм архиепископом Ташкентским и Среднеазиатским Владимиром (Икимом).

## Фото

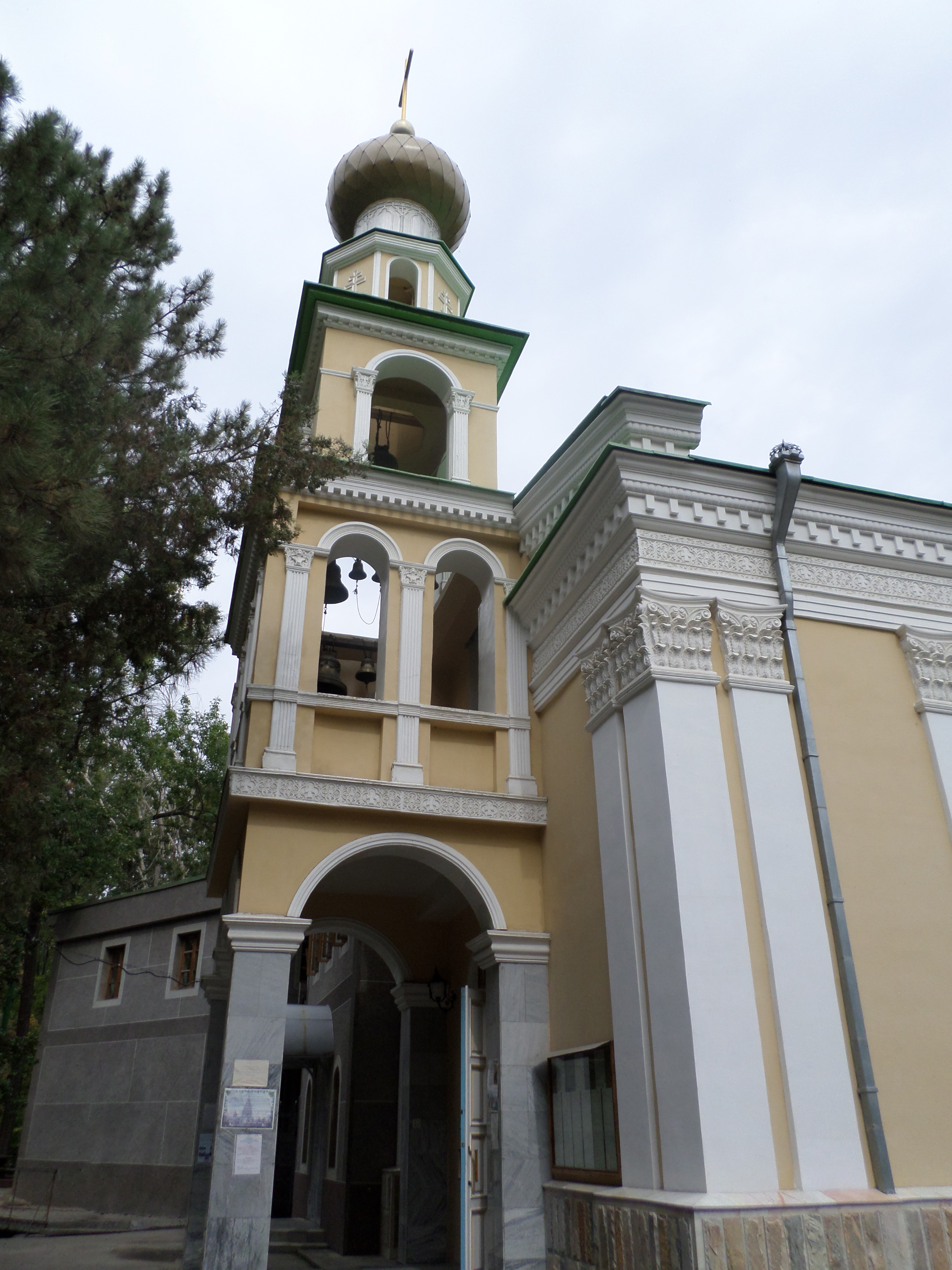
Колокольня
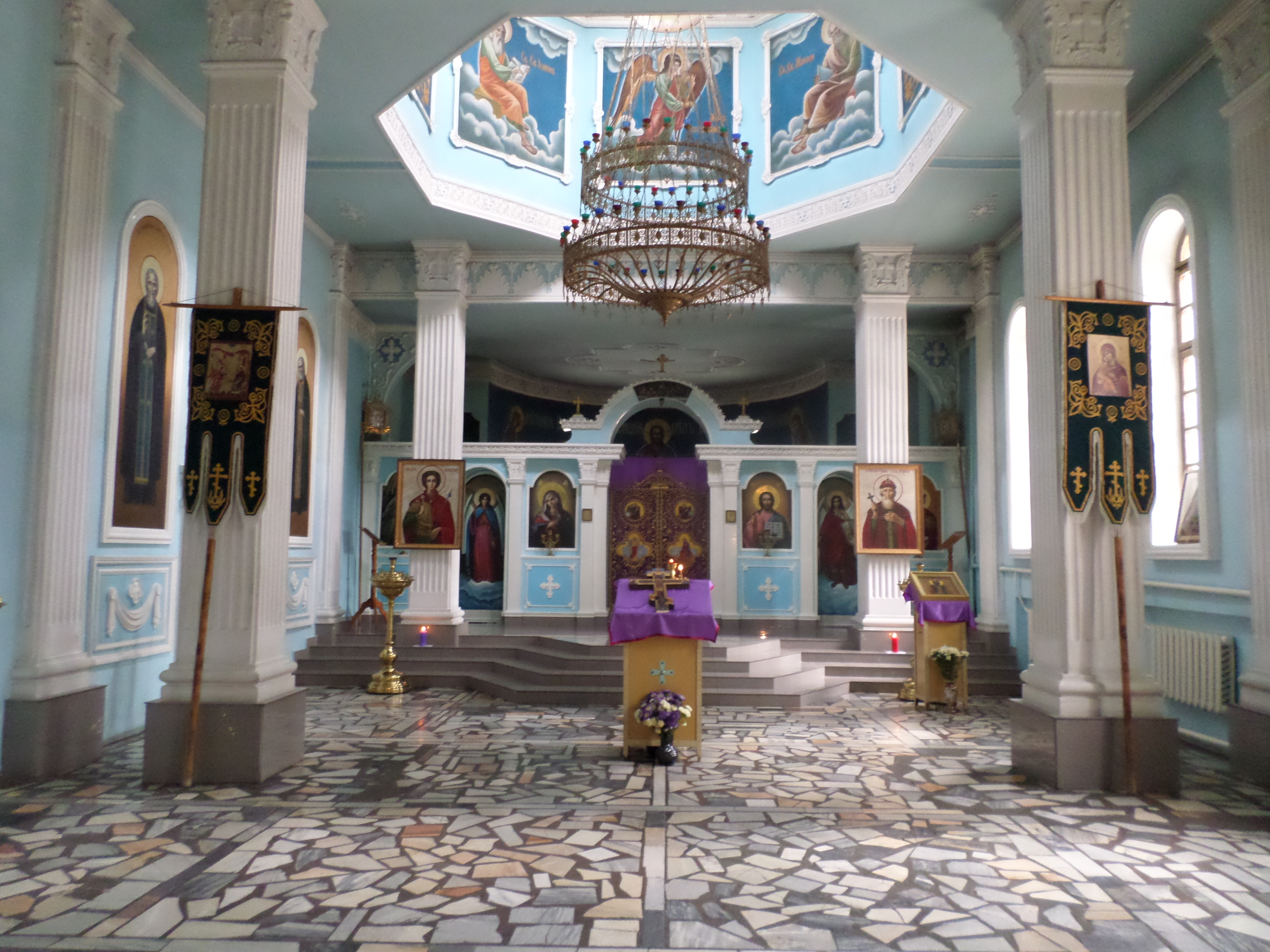
Иконостас
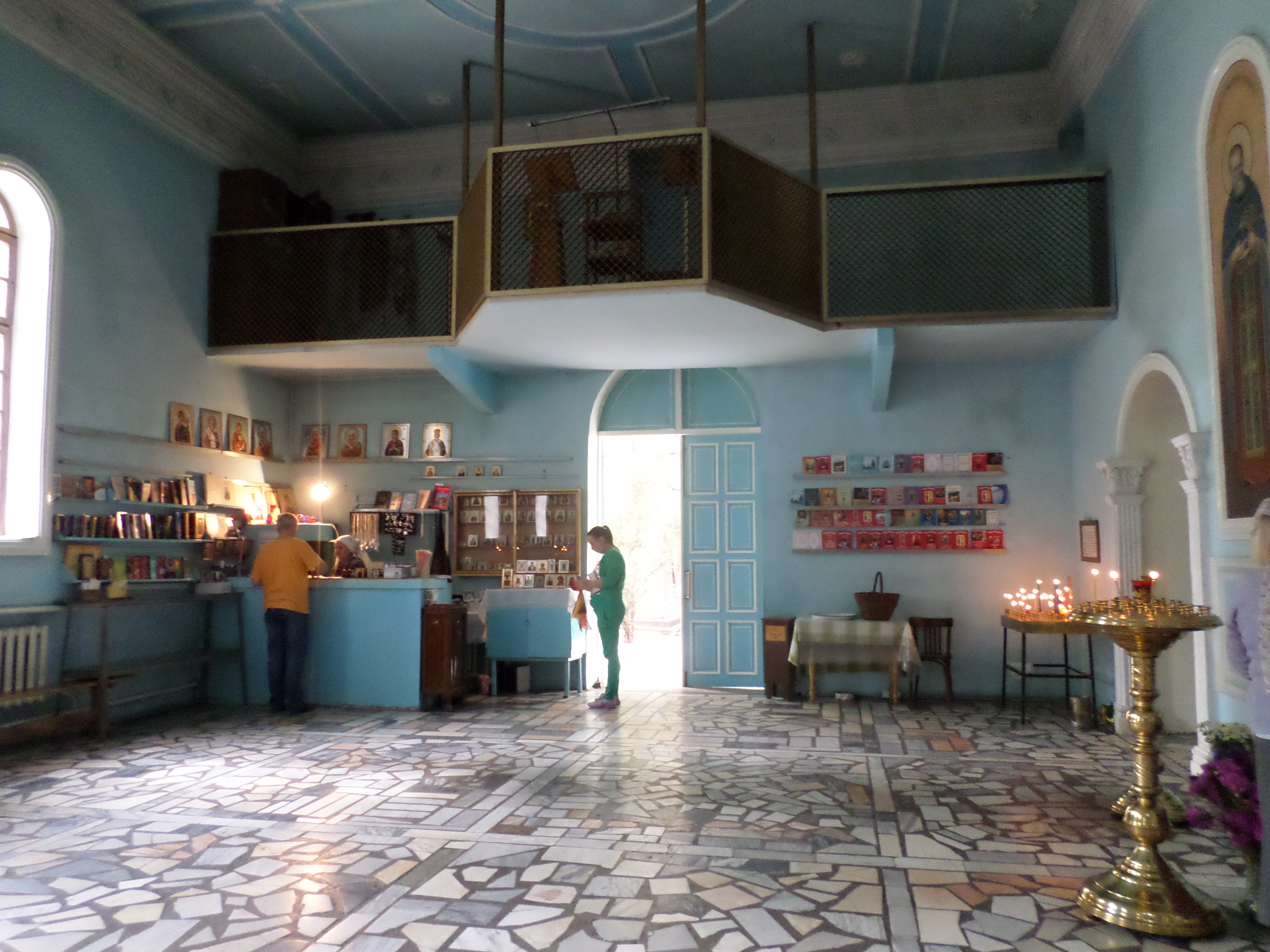
Зал и выход
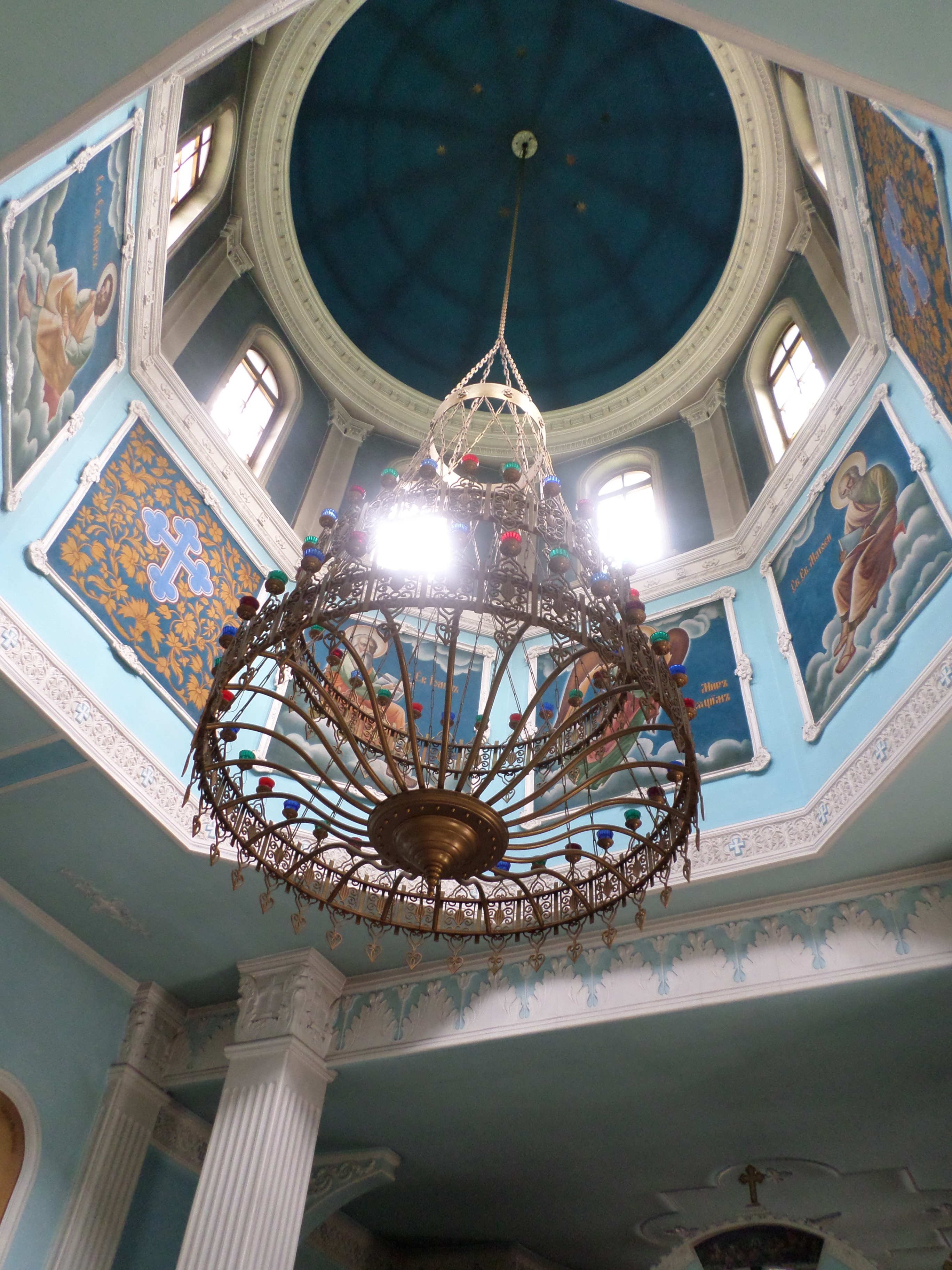
Купол